# 17e étape du Tour de France 1935
Pour un article plus général, voir Tour de France 1935.
La 17e étape du Tour de France 1935 s'est déroulée le 24 juillet.
Les coureurs relient Pau (Pyrénées-Atlantiques) à Bordeaux (Gironde), au terme d'un parcours de 224 kilomètres.
Le Français Julien Moineau  gagne l'étape et le Belge Romain Maes conserve sa place en tête du classement général.

## Déroulement de la course
Le Français Julien Moineau s'échappe une première fois une quarantaine de kilomètres après le départ de Pau mais est repris par le peloton sous l'impulsion de l'équipe Belge.
Moineau retente sa chance après Hostens et n'est cette fois pas rejoint par le peloton. Il gagne en solitaire à Bordeaux en comptant avec plus de 15 minutes d'avance sur le deuxième.

## Classements

### Classement de l'étape
| \| Classement de l'étape \| Classement de l'étape \| Classement de l'étape \| Classement de l'étape \| Classement de l'étape \| \| Coureur \| Coureur \| Pays \| Équipe \| Temps \| \| --------------------- \| --------------------- \| --------------------- \| ------------------------- \| --------------------- \| \| 1er \| Julien Moineau \| France \| \| \| \| 2e \| Jean Aerts \| Belgique \| Alcyon-Dunlop \| \| \| 3e \| André Leducq \| France \| \| \| \| 4e \| Charles Pélissier \| France \| Génial Lucifer-Hutchinson \| \| \| 5e \| Georges Lachat \| France \| \| \| \| 6e \| Joseph Mauclair \| France \| \| \| \| 7e \| Léo Amberg \| Suisse \| \| \| \| 8e \| Vicente Bachero \| Espagne \| \| \| \| 9e \| Paul Chocque \| France \| \| \| \| 10e \| Théodore Ladron \| France \| \| \| |                   |          |                           |       |
| |                   |          |                           |       |
| |                   |          |                           |       |
| Classement de l'étape |                   |          |                           |       |
| Coureur | Coureur           | Pays     | Équipe                    | Temps |
| 1er | Julien Moineau    | France   |                           |       |
| 2e | Jean Aerts        | Belgique | Alcyon-Dunlop             |       |
| 3e | André Leducq      | France   |                           |       |
| 4e | Charles Pélissier | France   | Génial Lucifer-Hutchinson |       |
| 5e | Georges Lachat    | France   |                           |       |
| 6e | Joseph Mauclair   | France   |                           |       |
| 7e | Léo Amberg        | Suisse   |                           |       |
| 8e | Vicente Bachero   | Espagne  |                           |       |
| 9e | Paul Chocque      | France   |                           |       |
| 10e | Théodore Ladron   | France   |                           |       |

### Classement général à l'issue de l'étape
| \| Classement général \| Classement général \| Classement général \| Classement général \| Classement général \| \| Coureur \| Coureur \| Pays \| Équipe \| Temps \| \| ------------------ \| ------------------ \| ------------------ \| ------------------ \| ------------------ \| \| 1er \| Romain Maes \| Belgique \| Alcyon-Dunlop \| \| \| 2e \| Ambrogio Morelli \| Italie \| \| \| \| 3e \| Félicien Vervaecke \| Belgique \| Alcyon-Dunlop \| \| \| 4e \| Sylvère Maes \| Belgique \| \| \| \| 5e \| Georges Speicher \| France \| \| \| \| 6e \| Jules Lowie \| Belgique \| \| \| \| 7e \| Maurice Archambaud \| France \| \| \| \| 8e \| René Vietto \| France \| Helyett-Hutchinson \| \| \| 9e \| Gabriel Ruozzi \| France \| \| \| \| 10e \| Oskar Thierbach \| Allemagne \| \| \| |                    |           |                    |       |
| |                    |           |                    |       |
| |                    |           |                    |       |
| Classement général |                    |           |                    |       |
| Coureur | Coureur            | Pays      | Équipe             | Temps |
| 1er | Romain Maes        | Belgique  | Alcyon-Dunlop      |       |
| 2e | Ambrogio Morelli   | Italie    |                    |       |
| 3e | Félicien Vervaecke | Belgique  | Alcyon-Dunlop      |       |
| 4e | Sylvère Maes       | Belgique  |                    |       |
| 5e | Georges Speicher   | France    |                    |       |
| 6e | Jules Lowie        | Belgique  |                    |       |
| 7e | Maurice Archambaud | France    |                    |       |
| 8e | René Vietto        | France    | Helyett-Hutchinson |       |
| 9e | Gabriel Ruozzi     | France    |                    |       |
| 10e | Oskar Thierbach    | Allemagne |                    |       |